# Сельское поселение Селковское
Се́льское поселе́ние Селко́вское — упразднённое муниципальное образование со статусом сельского поселения на севере Сергиево-Посадского района Московской области.

## Общие сведения
Административный центр — деревня Селково.
Глава сельского поселения — Балакин Сергей Алексеевич. Адрес администрации: 141330, Московская область, Сергиево-Посадский район, д. Селково, д. 28.

## История
Образовано в ходе муниципальной реформы, в соответствии с Законом Московской области от 28.02.2005 года № 60/2005-ОЗ «О статусе и границах Сериево-Посадского муниципального района и вновь образованных в его составе муниципальных образований».
Законом Московской области от 20 марта 2019 года Сергиево-Посадский муниципальный район был упразднён, а все входившие в его состав поселения  1 апреля 2019 года были объединены в единое муниципальное образование — Сергиево-Посадский городской округ.

## Население
| 2006  | 2007  | 2008  | 2009  | 2010  | 2011  | 2012  | 2013  |
| ----- | ----- | ----- | ----- | ----- | ----- | ----- | ----- |
| 3702  | ↗3715 | ↗3734 | ↘3724 | ↗3761 | ↗3768 | →3768 | ↗3835 |
| 2014  | 2015  | 2016  | 2017  | 2018  | 2019  |       |       |
| ↗3842 | ↘3829 | ↘3797 | ↘3794 | ↘3711 | ↘3678 |       |       |

## География
Площадь поселения составляет 44 002 га.
Муниципальное образование граничит с:
- Калязинским районом Тверской области (на севере);
- Переславским районом Ярославской области (на северо-востоке);
- Александровским районом Владимирской области (на востоке);
- городским поселением Богородское Сергиево-Посадского района Московской области (на юге);
- сельским поселением Шеметовское Сергиево-Посадского района Московской области (на юге);
- сельским поселением Ермолинское Талдомского района Московской области (на юге).

### Природа
Леса имеют природоохранное значение в северном географо-экологическом районе Московской области. На территории гослесфонда находится несколько особо охраняемых объектов, имеющих научное, ботаническое и водоохранное значение: «Большое и малое Туголянские озёра», «Комплекс сырых лесов и лесных болот», «Заболотский», «Дубненский бобровый охотничий заказник», «Переходное болото». В лесах обитают животные: лось, кабан, лиса, волк, медведь, рысь, бобр и другие, а также птицы — утка, журавль, глухарь, тетерев и другие. В многочисленных водоемах водится большое количество рыбы.

## История
Впервые деревни и земли поселения упоминаются в 1560 году, в то время принадлежавшие Троице-Сергиеву монастырю. Позднее земли стали помещичьими.
Сейчас на территории поселения четыре действующие церкви: в Мергусово, Хребтово, Заболотье, Новой Шурме; а также часовня в Шепелёво.
В советское время в д. Калошино сельского поселения Селковское приезжал на охоту В. И. Ленин. На охоту и рыбалку приезжал писатель М. М. Пришвин, который в своих книгах описывал местную природу. В д. Федорцово есть дом, в котором жил его сын, а сейчас живёт его внучка.

## Экономика
В настоящее время на территории поселения находится несколько аграрных акционерных обществ, крестьянских фермерских хозяйств, которые специализируются на выращивании зерна, картофеля и овощей, занимаются разведением молочного животноводства.

## Состав сельского поселения
| №  | Населённый пункт | Тип населённого пункта          | Население |
| -- | ---------------- | ------------------------------- | --------- |
| 1  | Барово           | деревня                         | ↘14       |
| 2  | Боблово          | деревня                         | ↗12       |
| 3  | Большие Дубравы  | деревня                         | →3        |
| 4  | Ваулино          | деревня                         | ↘9        |
| 5  | Веригино         | деревня                         | ↗65       |
| 6  | Власово          | деревня                         | →31       |
| 7  | Вонякино         | деревня                         | ↘4        |
| 8  | Вороново         | деревня                         | ↗21       |
| 9  | Горюшка          | деревня                         | ↗5        |
| 10 | Григорово        | деревня                         | ↘5        |
| 11 | Дмитровское      | деревня                         | ↘3        |
| 12 | Заболотье        | село                            | ↗67       |
| 13 | Замостье         | деревня                         | ↘1        |
| 14 | Запольское       | деревня                         | ↘13       |
| 15 | Калошино         | деревня                         | ↘22       |
| 16 | Катунино         | деревня                         | →1        |
| 17 | Климово          | деревня                         | ↘0        |
| 18 | Македонка        | деревня                         | ↘5        |
| 19 | Малинки          | деревня                         | ↘4        |
| 20 | Малые Дубравы    | деревня                         | ↘3        |
| 21 | Мардарьево       | деревня                         | →3        |
| 22 | Мергусово        | деревня                         | ↘4        |
| 23 | Меркурьево       | деревня                         | ↘5        |
| 24 | Морозово         | деревня                         | →6        |
| 25 | Новая Шурма      | деревня                         | ↘5        |
| 26 | Ново             | деревня                         | ↘6        |
| 27 | Новосёлки        | деревня                         | →0        |
| 28 | Переславичи      | деревня                         | ↗44       |
| 29 | Петрушино        | деревня                         | ↘10       |
| 30 | Плотихино        | деревня                         | ↗27       |
| 31 | Полубарское      | деревня                         | ↘25       |
| 32 | Пустое Рождество | деревня                         | ↗1        |
| 33 | Ремнёво          | хутор                           | →1        |
| 34 | Сальково         | деревня                         | ↘3        |
| 35 | Селково          | деревня, административный центр | ↗1300     |
| 36 | Селково          | хутор                           | ↘0        |
| 37 | Скорынино        | деревня                         | ↘1        |
| 38 | Снятинка         | деревня                         | ↘3        |
| 39 | Сорокино         | деревня                         | ↗9        |
| 40 | Строилово        | деревня                         | ↗9        |
| 41 | Толстоухово      | деревня                         | ↗5        |
| 42 | Торгашино        | деревня                         | ↗994      |
| 43 | Трёхселище       | деревня                         | ↗208      |
| 44 | Федорцово        | деревня                         | ↘769      |
| 45 | Хребтово         | деревня                         | ↘20       |
| 46 | Шепелево         | деревня                         | →8        |
| 47 | Юрцово           | деревня                         | ↗7        |